# Spatola (gioco)
La Spatola è un gioco di carte italiano, ottenuto dall'incrocio di Scopa e Spazzino si pratica con un mazzo di 40 carte divise in quattro "semi": coppe, denari, bastoni, spade. Le carte per ciascun seme sono: asso, 2, 3, 4, 5, 6, 7, fante, cavallo, re. Se si gioca con carte milanesi i semi sono cuori, quadri, fiori e picche ed invece del cavallo si usa la regina (o donna). Ad esse sono attribuiti valori dall'uno al dieci, nell'ordine elencato.

## Regole

### Distribuzione delle carte
Spatola si può giocare in due o in quattro giocatori. Il mazziere dà tre carte a ciascun giocatore, iniziando da quello alla propria destra e procedendo in senso antiorario, quindi mette quattro carte sul tavolo. Quando tutti i giocatori hanno giocato tutte le proprie carte, il mazziere ne distribuisce altre tre a ciascuno: questo si ripete fino ad esaurimento del mazzo.

### Coppie di gioco
Quando i giocatori sono quattro, si gioca a coppie: ogni giocatore è in coppia con quello in posizione opposta alla sua, cioè il primo con il terzo e il secondo con il quarto. I giocatori non possono parlarsi, né farsi segnali.

### Giocata
Ciascun giocatore a turno gioca una carta: il primo a giocare è il giocatore a destra del mazziere, gli altri seguono in senso antiorario fino ad esaurimento delle carte. Il mazziere cambia ad ogni mano, sempre procedendo in senso antiorario; il mazziere della prima mano viene scelto di comune accordo o per sorteggio. Prima di distribuire le carte, il mazziere fa "tagliare" il mazzo dal giocatore alla propria sinistra.
- Se la carta giocata è di valore uguale a quello di una carta, o alla somma dei valori di più carte che si trovano sul tavolo, il giocatore prende la carta da lui giocata e quella o quelle di valore corrispondente, e le pone coperte in un mazzetto di fronte a sé; altrimenti lascia la carta sul tavolo.

- Se un giocatore prende una carta che il giocatore precedente ha giocato utilizzando una sola carta (un quattro con un quattro, ecc.), realizza una "piccola": questa vale un punto. Per contrassegnare la piccola effettuata, il giocatore pone nel mazzetto delle sue prese una carta scoperta e la mette di traverso alle altre.

- Se un giocatore prende tutte le carte che si trovano sul tavolo, realizza una "spatola": questa vale un punto. Per contrassegnare la spatola effettuata, il giocatore pone nel mazzetto delle sue prese una carta scoperta e la mette di traverso alle altre.

- Se un giocatore prende con una carta due o più carte dello stesso seme (es. un 5 di coppe e un 2 di coppe con un 7 di coppe). Ognuna delle carte è una piccola e vale un punto. Nell'esempio il giocatore realizza 3 punti e mette le carte nel mazzetto delle sue prese di trasverso alle altre.

- Al termine della mano, tutte le carte eventualmente rimaste sul tavolo vengono prese dal giocatore che ha preso per ultimo. Se il giocatore che gioca "l'ultima carta" prende la carta del giocatore precedente, questa "non vale come piccola", o se prende tutte

le carte sul tavolo, questa "non vale come spatola".

## Calcolo del punteggio
Al termine di ogni mano viene calcolato il punteggio ottenuto da ciascun giocatore o, se si gioca a coppie, da ciascuna coppia di giocatori nel seguente modo:
- Si assegnano gli "11 punti di mazzo" dati da:

- - il giocatore o la coppia che ha preso più carte di tutti gli altri giocatori o coppie ottiene "due punti". Se vi è un pari merito, questi punti non vengono assegnati.

- - il giocatore o la coppia che ha preso più carte del seme di "spade" (carte italiane) ottiene "due punti". Se vi è un pari merito, questi punti non vengono assegnati.

- - il giocatore o la coppia che ha preso più carte del seme di "denari" (carte italiane) ottiene "due punti". Se vi è un pari merito, questi punti non vengono assegnati.

- - il giocatore o la coppia di giocatori che vince la "primiera" ottiene un punto. La primiera si calcola nel seguente modo: il sette vale 21 punti, il sei vale 18 punti, l'asso ne vale 16, il cinque ne vale 15, il quattro 14 punti, il tre 13 punti, il due 12 punti, le figure 10

punti. Ciascun giocatore o coppia somma i punti di una sola carta per ciascun seme (bisogna avere almeno una carta per ciascun seme), tra quelle che ha preso. Vince la primiera chi totalizza il punteggio più alto. Per esempio: se una coppia di giocatori ha preso il sette di coppe, il sette di bastoni, il sette di denari, e il sei di spade, totalizza 81 punti. L'altra coppia può avere al massimo il sette di spade e i sei degli altri tre semi, che totalizzano 75 punti: quindi la primiera va alla prima coppia. Se vi è un pari merito (per esempio se ciascuna coppia ha preso due sette e i sei degli altri due semi), questo punto non viene assegnato. (punto della "primiera" o della "settanta")
- - il giocatore che ha preso il "sette di denari" (onore) ottiene un punto.
  - il giocatore che ha preso il "re di denari" (onore) ottiene un punto.
  - il giocatore che ha preso il "fante di spade" (onore) ottiene un punto.
  - il giocatore che ha preso il "due di spade" (onore) ottiene un punto.

- Inoltre vengono assegnati i seguenti punti:

- - ogni "piccola" effettuata durante la mano vale un punto.
  - ogni "spatola" effettuata durante la mano vale un punto.
  - il giocatore o la coppia di giocatori che prende l'asso, il due e il tre di spade realizza la "napola di spade". La napola vale tre punti; se però il giocatore ha preso anche il quattro di spade, ne vale quattro. Se ha preso anche il quattro e il cinque, ne vale cinque; se ha preso anche il quattro, il cinque e il sei, ne vale sei; e così via. La napola da dieci punti, che si realizza se il giocatore prende tutte le carte di spade, si chiama anche "napoleone di spade".
  - il giocatore o la coppia di giocatori che prende l'asso, il due e il tre di denari realizza la "napola di denari". La napola vale tre punti; se però il giocatore ha preso anche il quattro di denari, ne vale quattro. Se ha preso anche il quattro e il cinque, ne vale cinque; se ha preso anche il quattro, il cinque e il sei, ne vale sei; e così via. La napola da dieci punti, che si realizza se il giocatore prende tutte le carte di denari, si chiama anche "napoleone di denari".

I punti ottenuti in ogni mano vengono sommati a quelli ottenuti nelle mani precedenti; la partita è vinta dal giocatore o dalla coppia di giocatori che per primo raggiunge o supera '"61 punti". Se più giocatori o coppie raggiungono o superano i 61 punti nella stessa mano, vince chi ha raggiunto il punteggio più alto. Se vi è un pari merito, si giocano una o più mani di spareggio, finché la parità non è rotta.

## Strategia
- La prima regola generale da osservare è quella di non consentire all'avversario che segue di fare "piccole" o "spatole".

- Nel corso del gioco, poi, i giocatori abili prendono nota mentalmente (è proibito prendere appunti) di quali carte sono già state giocate, e quindi quali carte è più o meno probabile che l'avversario abbia in mano per correre meno rischi che l'avversario faccia una o peggio tre piccole.

- Un'altra regola generale da seguire è quella di curare in modo particolare le carte "importanti" per il gioco, e quindi di non offrire agli avversari l'occasione di prenderle: gli "onori"; "l'asso, il due e il tre di spade e/o di denari"; e con minore importanza le altre "carte di spade e/o denari".